# 葡甘露聚醣
葡甘露聚糖是一种半纤维素，它是部分植物细胞壁的组成部分。作为一种水溶性多糖，它可以在水中形成高黏稠度溶液，与半乳甘露聚糖较为相似。葡甘露聚糖是一种常用的食品添加剂，用来做乳化剂和粘稠剂。另外由于它纤维素的特点，会被一些人当做便秘、粉刺、肥胖和二型糖尿病的营养补充剂。美国药监局并未通过任何含葡甘露聚糖的食品作为治疗上述情况的药品，而加拿大卫生部则授权部分含葡甘露聚糖产品用于减少食欲，体重管理，高胆固醇管理。